# Phase to Fate
『Phase to Fate』（フェーズ トゥ フェイト）は、SURFACEの1枚目のライブアルバム。2001年3月14日にキティMMEよりリリースされた。

## 概要
- 『.5 (HALF) / about love』と同時リリースされた[2]、SURFACEとしては初のライブアルバムである[3]。ライブ音源は、2000年11月14日から12月20日に行われた『SURFACE#2 Face to Fate』で録音されたものである。

## 収録内容
1. ゴーイング my 上へ 
作詞:椎名慶治、作曲:椎名慶治・永谷喬夫、編曲:SURFACE
2. ジレンマ 
作詞:椎名慶治、作曲:永谷喬夫・椎名慶治、編曲:SURFACE
3. 空っぽの気持ち 
作詞:椎名慶治・野口圭、作曲:永谷喬夫・椎名慶治、編曲:SURFACE・武部聡志
4. でてくるなよ 
作詞:椎名慶治、作曲:椎名慶治・永谷喬夫、編曲:SURFACE
5. さぁ（Face to Fate ver.） 
作詞:椎名慶治、作曲:椎名慶治・永谷喬夫、編曲:SURFACE
6. samurai mania 
作曲・編曲:永谷喬夫
7. バランス
作詞:椎名慶治、作曲:永谷喬夫・椎名慶治、編曲:SURFACE
8. なあなあ 
作詞:椎名慶治、作曲:椎名慶治・永谷喬夫、編曲:SURFACE
9. ヌイテル?
作詞:椎名慶治、作曲:椎名慶治・永谷喬夫、編曲:SURFACE
10. ボクハミタサレル 
作詞:椎名慶治、作曲:永谷喬夫、編曲:SURFACE
11. Tell me
作詞:椎名慶治・野口圭、作曲:椎名慶治・永谷喬夫、編曲:SURFACE
12. about love
作詞:椎名慶治、作曲:永谷喬夫、編曲:SURFACE
13. 縁
作詞:椎名慶治・野口圭、作曲:椎名慶治・永谷喬夫、編曲:SURFACE
14. なにしてんの
作詞:椎名慶治、作曲:椎名慶治・永谷喬夫、編曲:SURFACE
15. 君の声で 君のすべてで... 
作詞:椎名慶治、作曲:椎名慶治・永谷喬夫、編曲:SURFACE